# Jakub (Církvice)
Jakub (dříve Svatý Jakub, německy Sankt Jakob) je vesnice, část obce Církvice v okrese Kutná Hora. Nachází se asi půl kilometru severně od Církvice. Jakub je také název katastrálního území o rozloze 5,96 km².

## Historie
První písemná zmínka o vesnici pochází z roku 1165.
Ve vsi Svatý Jakub byly v roce 1932 evidovány tyto živnosti a obchody: družstvo pro rozvod elektrické energie, holič, 2 hostince, kovář, krejčí, obchod s mlékem, obuvník, pekař, 4 rolníci, řezník, 4 obchody se smíšeným zbožím, obchod se střižním zbožím, trafika.

## Přírodní poměry
Jakub leží ve Středolabské tabuli. Severně od vesnice se nachází přírodní památka Nový rybník u Kačiny.

## Pamětihodnosti
- Románský kostel svatého Jakuba Staršího z roku 1165 s reliéfní výzdobou (národní kulturní památka)
- Venkovská usedlost čp. 26 (bývalý špejchar) na návsi, vedle kostela. Předmětem památkové ochrany je obytná budova s hospodářským traktem, část obvodového zdiva hospodářského křídla, branka a samostatně stojící ohradní zeď (opravená v roce 2010 za finanční podpory Středočeského kraje).[6]
- Venkovské usedlosti čp. 3 a 5[7][8]

## Fotogalerie

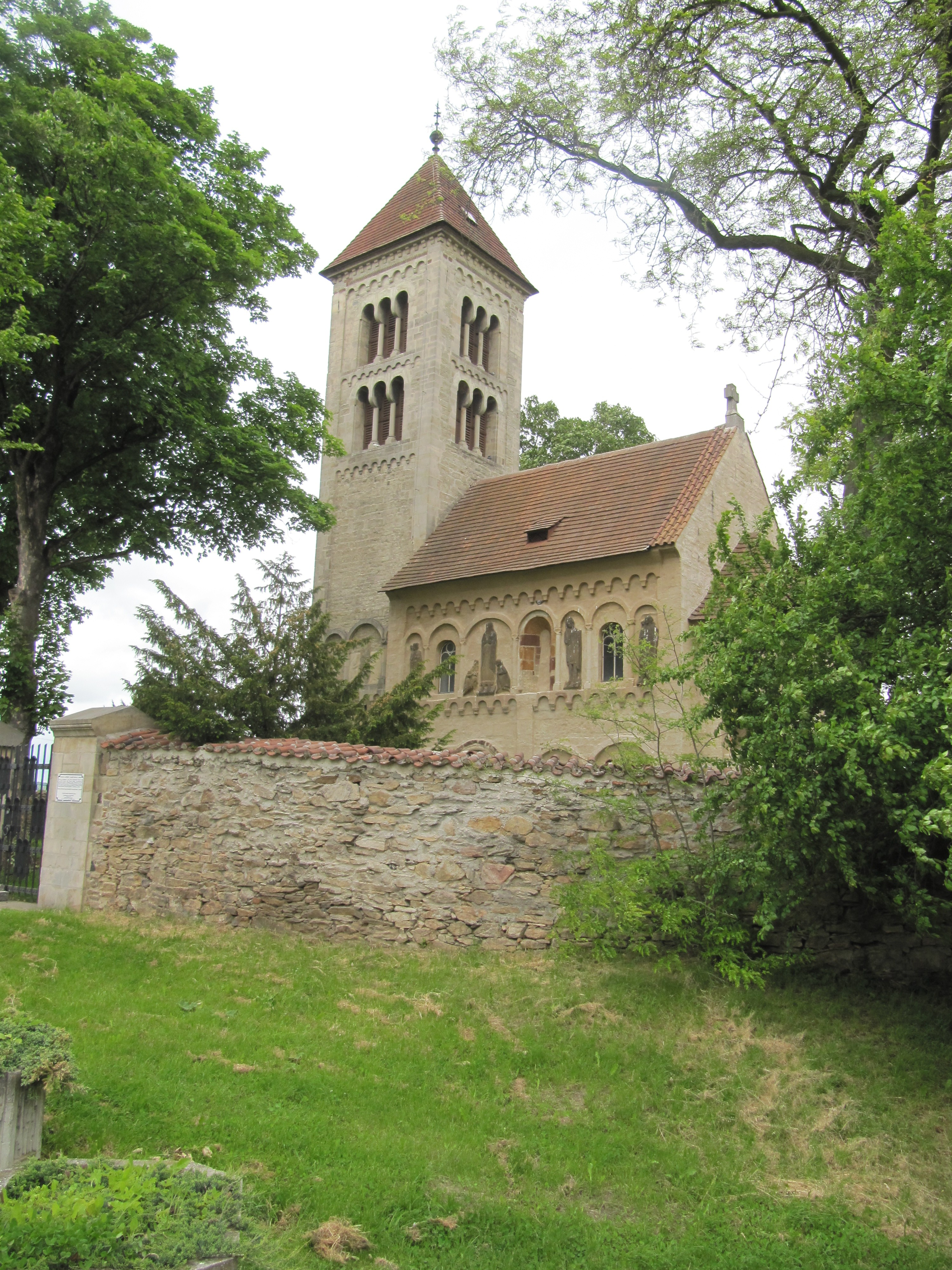
Kostel svatého Jakuba
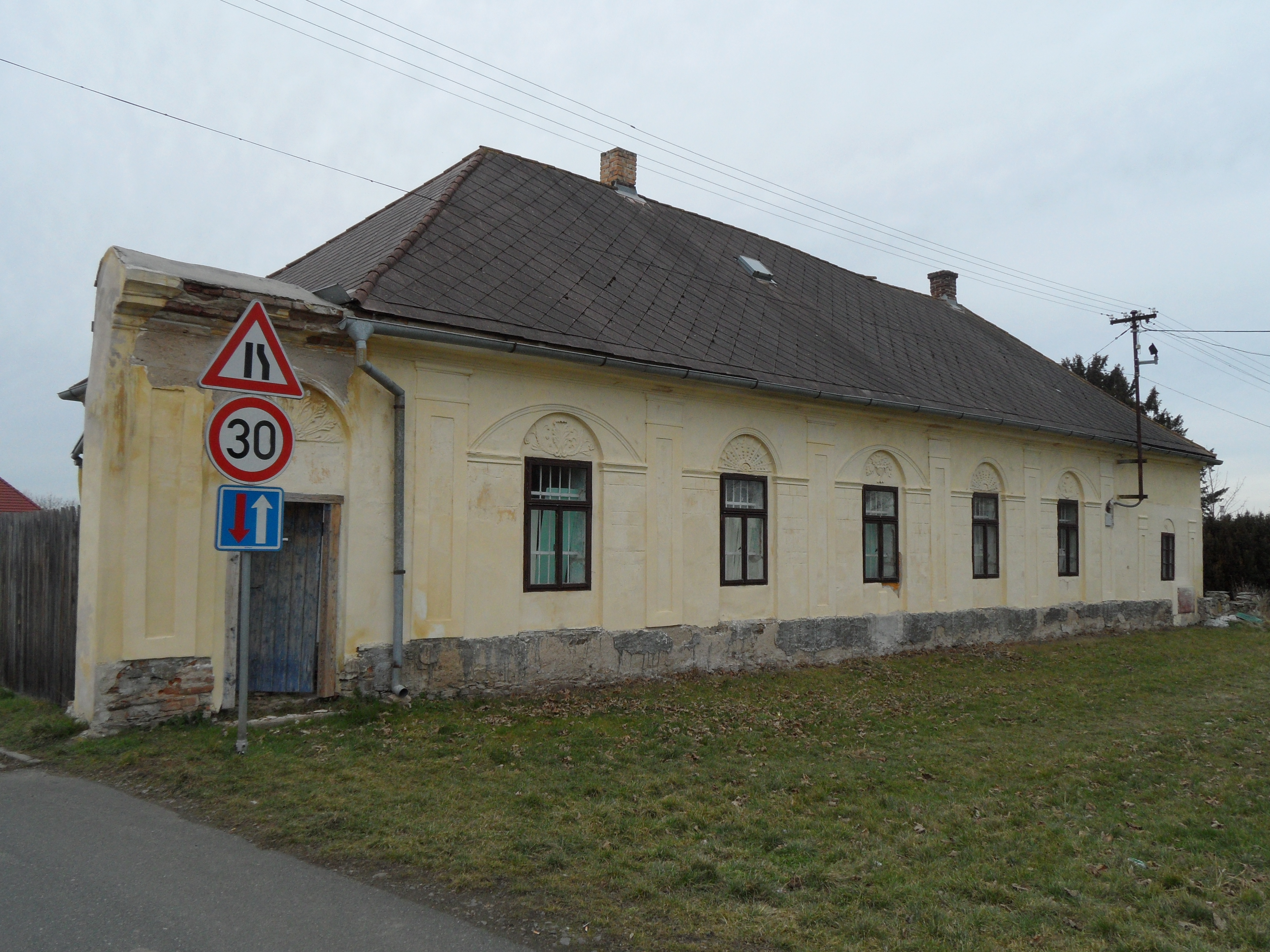
Venkovská usedlost čp. 26
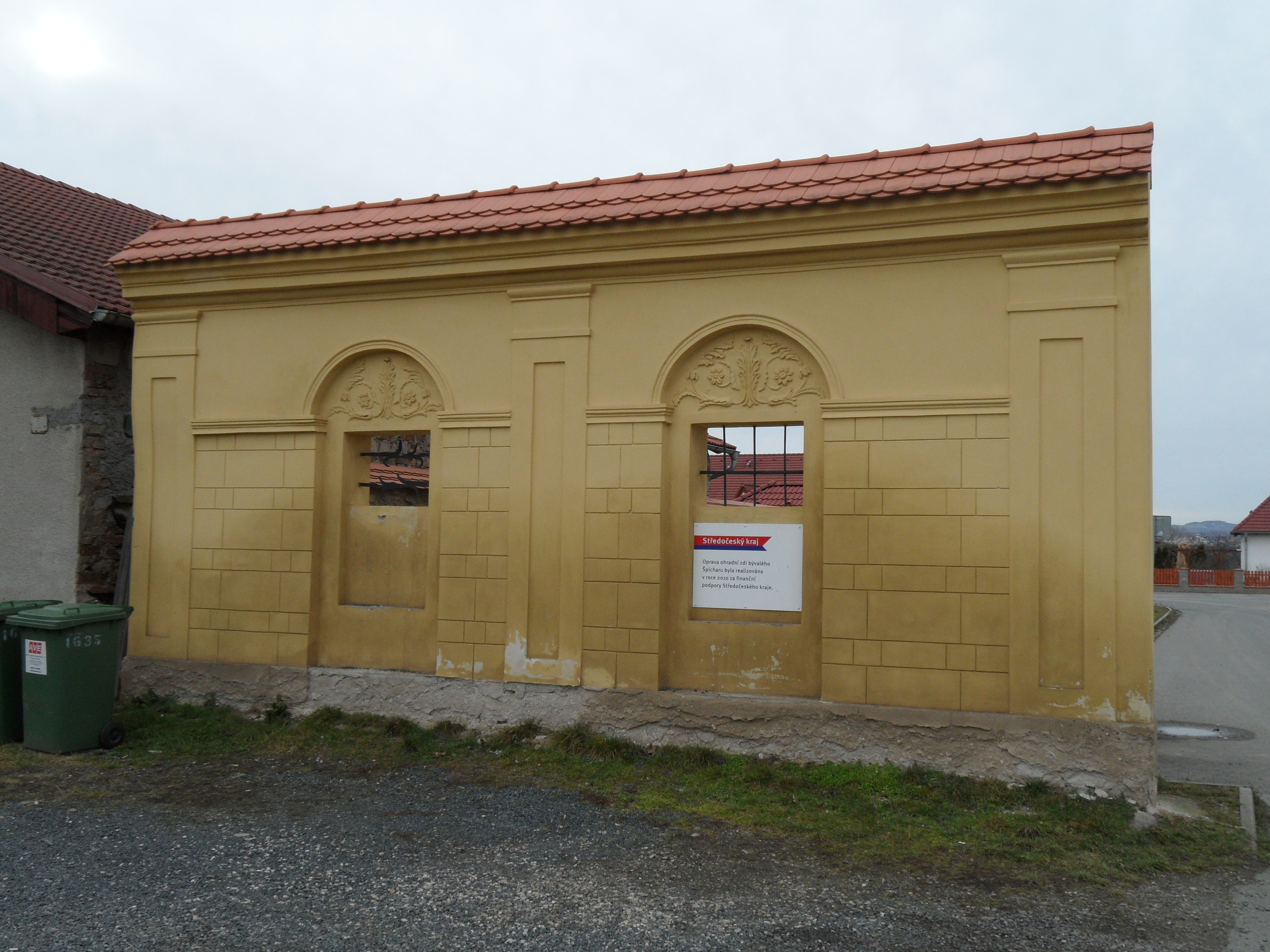
Ohradní zeď
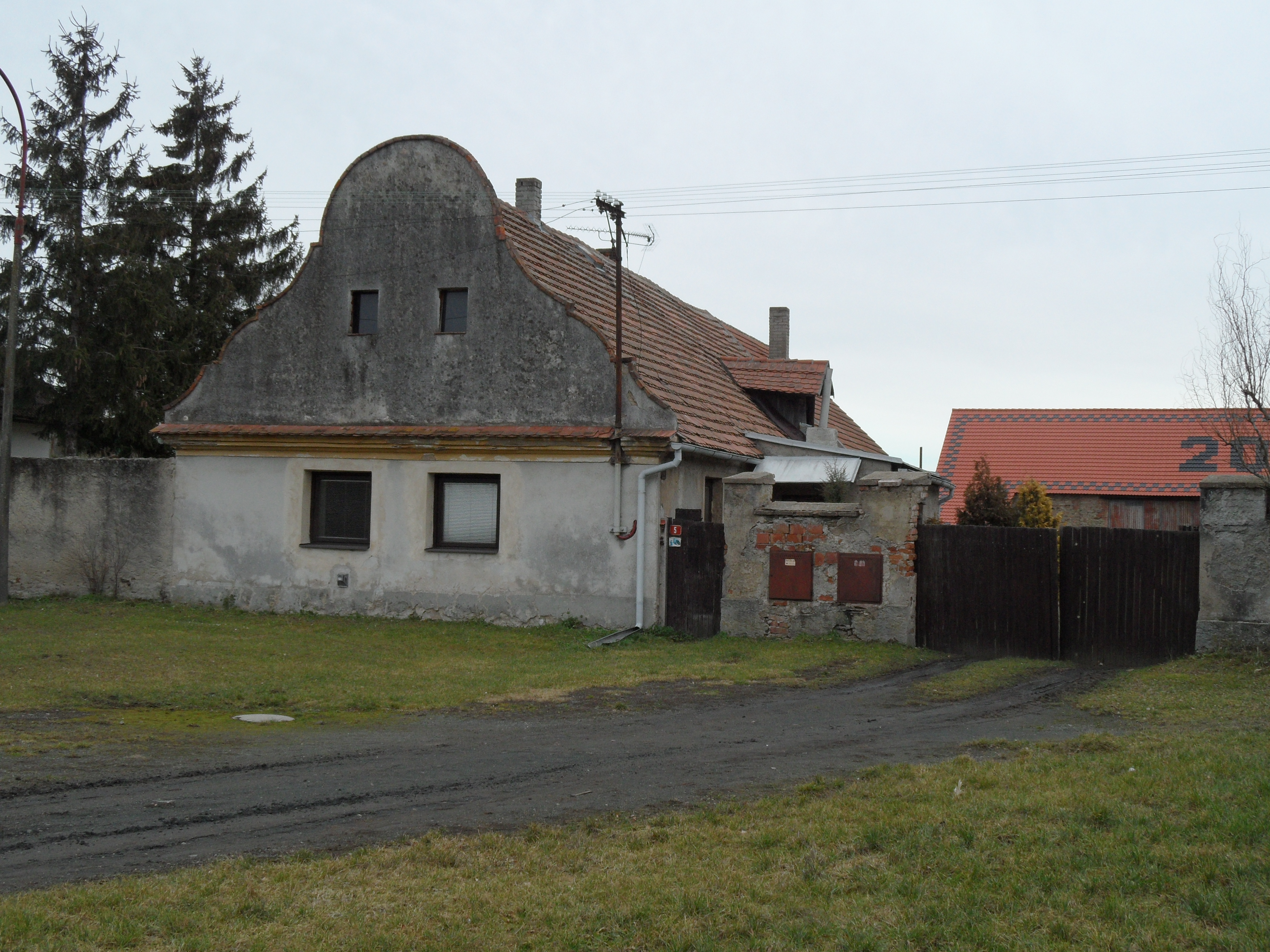
Venkovská usedlost čp. 5
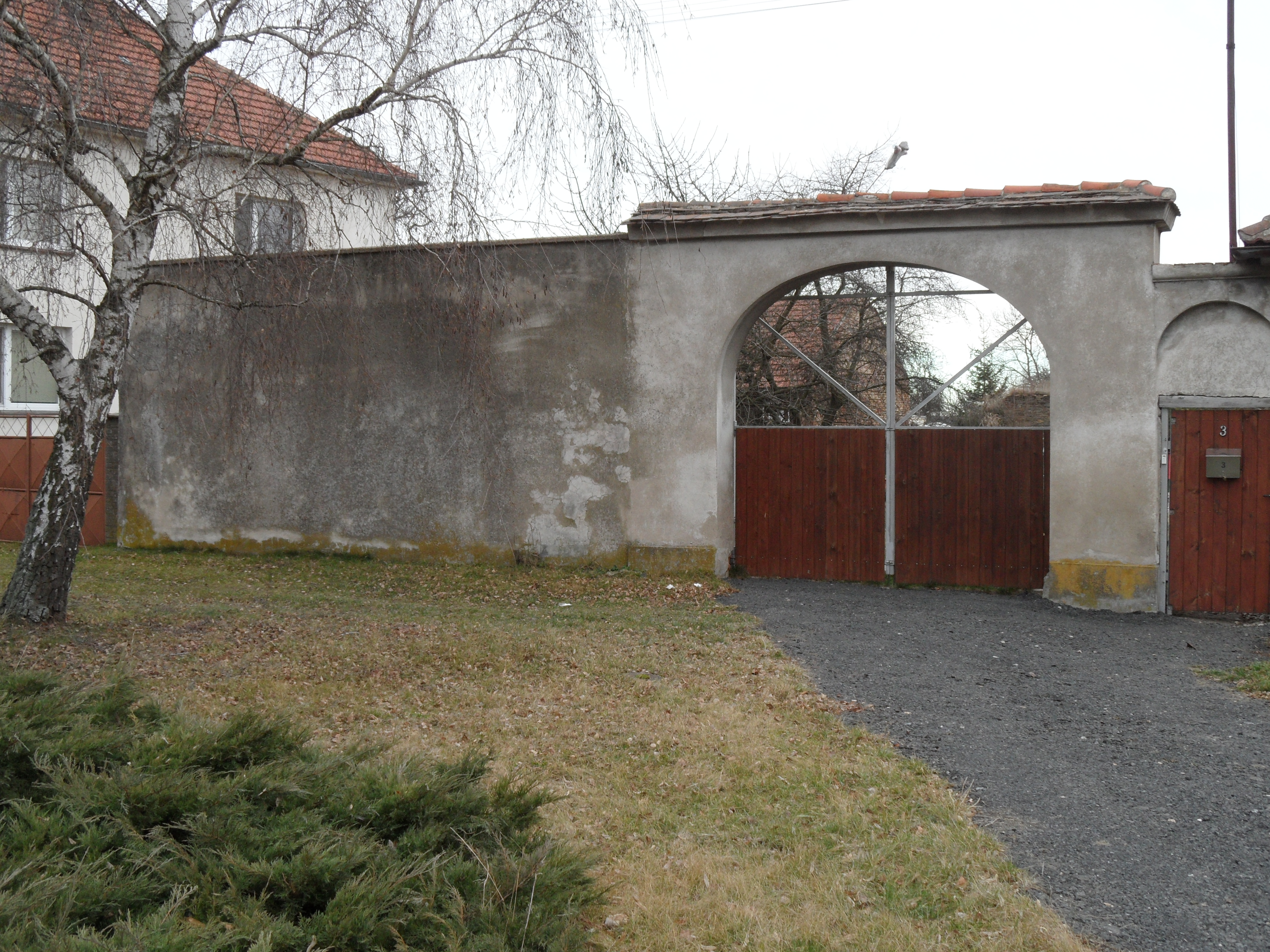
Brána a branka čp. 3
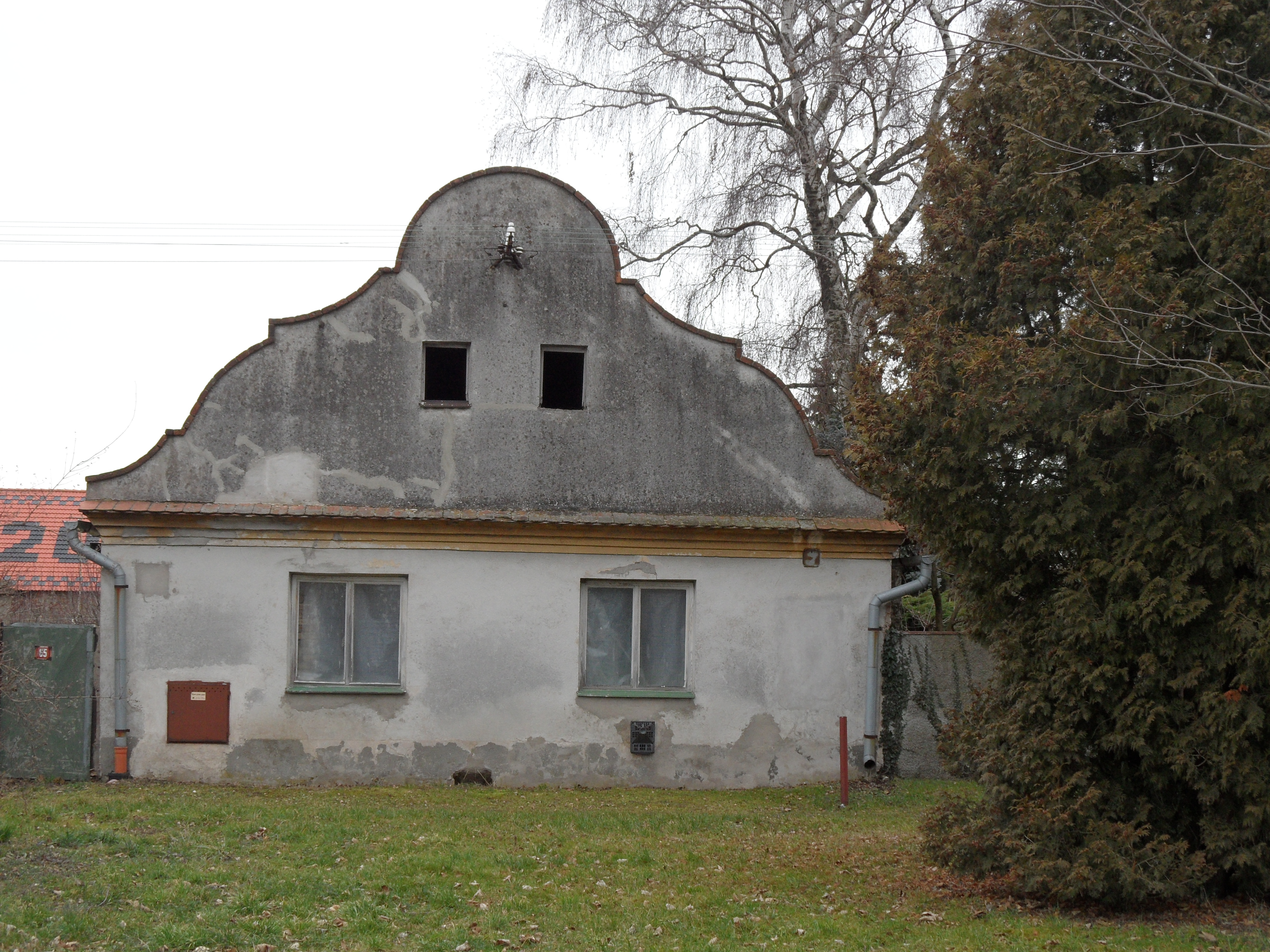
Venkovská usedlost čp. 7
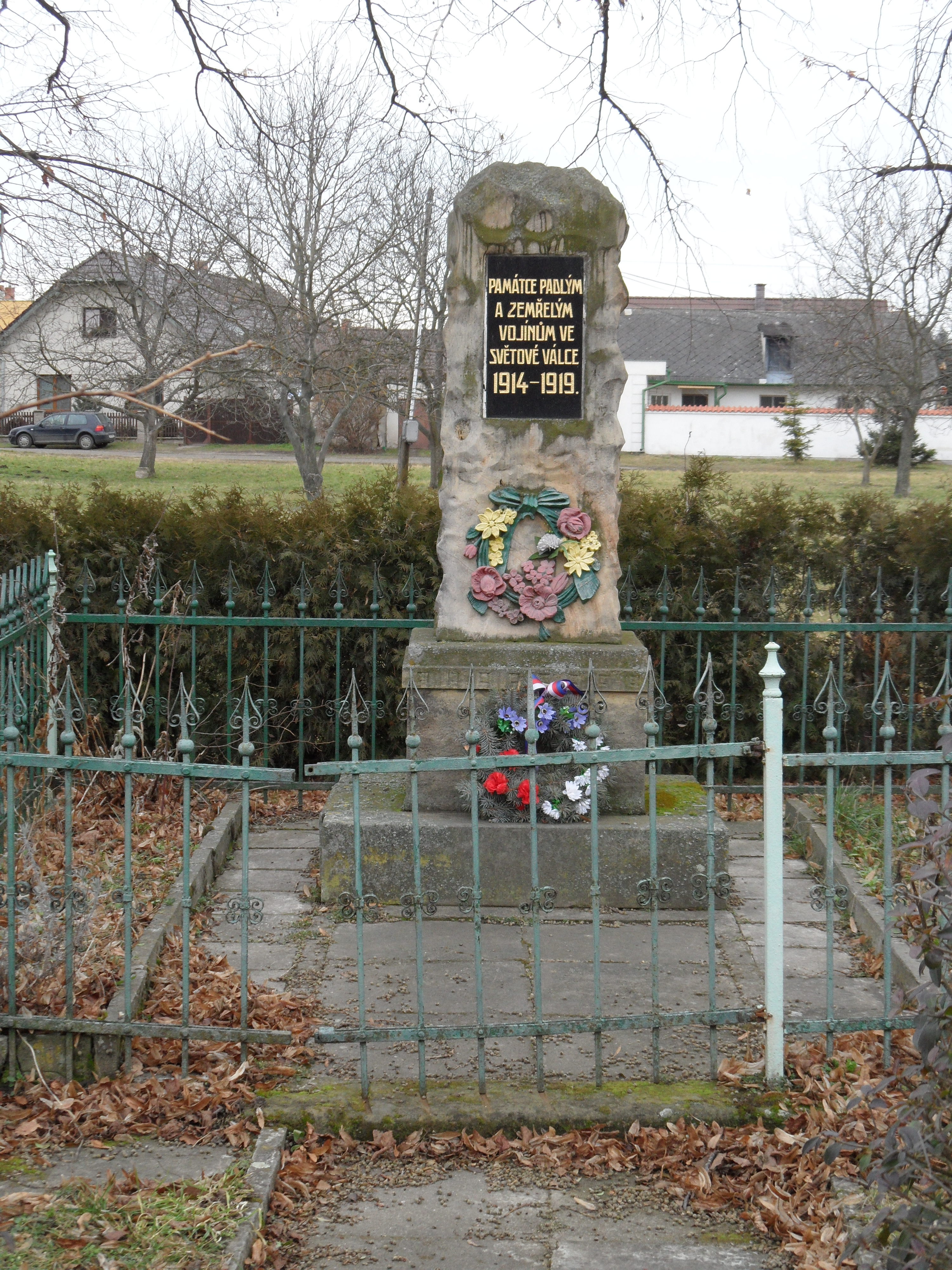
Pomník obětem první světové války